# Chalé de Safont
El Chalé de Safont se encuentra situado en la plaza Major número 1 de la localidad de Les Alqueries (Castellón), España. Es un edificio público de estilo modernista valenciano que alberga las dependencias del ayuntamiento de Les Alqueries.

## Edificio
Se trata de un villa palaciega residencial de estilo modernista valenciano, construida a instancias de la familia Safont. Conocido popularmente como chalé de Safont, fue comprado por el ayuntamiento de Les Alqueries a sus antiguos propietarios en el año 1987 para sede del ayuntamiento, una vez que Les Alqueries se segregaron del término de Villarreal.
Consta de planta baja, una altura y un ático o torre central. Destacan el cuidado artesonado modernista de tipo vegetal (naranjas y flores) en los balcones y ventanales de la primera altura y en el remate del edificio y el forjado en hierro en los ventanales de la planta baja. La construcción está rematada por una balaustrada que rodea todo el edificio y en la fachada principal por un pequeño frontispicio con un óculo en el centro. El edificio está coronado por una torre-ático central igualmente coronado por una balaustrada. Resalta en el conjunto el contraste entre el azul y el blanco en todas las fachadas.
Fue restaurado en 1992 por el ayuntamiento, que añadió en la parte trasera un anexo moderno para oficinas que contrasta con el estilo del inmueble original.